# Camille Estienne
Camille Estienne (* 18. Oktober 1893 in Seneffe; † 23. Februar 1945 im KZ Mittelbau-Dora) war ein belgischer römisch-katholischer Geistlicher und Märtyrer.

## Leben
Camille Estienne wurde in Feluy (Ortsteil von Seneffe) unweit Nivelles geboren. Er besuchte das Collège Notre-Dame de Bonne-Espérance in Vellereille-les-Brayeux (Estinnes), leistete Kriegsdienst als Sanitäter und wurde am 6. August 1922 in Tournai zum Priester geweiht. Er übernahm die Leitung des Institut Saint-Victor in Fleurus und wurde Dechant an der Kirche Saint-Julien in Ath.
Wegen Widerstandsaktivitäten wurde er am 30. April 1944 festgenommen und am 18. Mai nach Deutschland deportiert. Er kam über das KZ Buchenwald in das KZ Mittelbau-Dora, dann in das KZ-Außenlager Harzungen und in das KZ-Außenlager Ellrich-Juliushütte. Am 23. Februar 1945 gehörte er zu einem Konvoi von 1500 KZ-Häftlingen, der nach Nordhausen unterwegs war. Er starb vor der Ankunft im Alter von 51 Jahren.